# Peyragudes
Peyragudes es una gran estación de esquí de los Pirineos franceses, situada en los departamentos de Altos Pirineos y Alto Garona, en la Región de Occitania. Fue creada en 1988, cuando se unieron las estaciones de Peyresourde y Agudes. Uno de sus atractivos es precisamente esta doble exposición. Es posible acceder a ambos lados a través del Col de la Flamme, en la parte más alta de la estación.
En los últimos años se ha convertido en final de etapa de varias ediciones del Tour de Francia.

## Datos
La ascensión a la estación de Peyragudes alcanza los 1585 m s. n. m., y requiere ascender primero el Col de Peyresourde o gran parte de él según el itinerario final utilizado. Esta ruta tiene 9,5 km de ascensión y acumula un desnivel de 680 m, con una pendiente media del 7,1%.
En enero y febrero de 1997, la estación, así como el Altipuerto de Peyresourde-Balestas, sirvieron como lugar de rodaje del preludio de la película de James Bond, Tomorrow Never Dies, que se suponía que sucedía en el Cáucaso. James Bond está infiltrado allí para espiar una venta de armas a terroristas, en un altipuerto. Escapó en un avión de combate, in extremis, antes de que un misil mar-tierra lanzado por la Royal Navy destruyera el lugar.

## Tour de Francia
| Año  | Etapa | Inicio             | Categoría | Vencedor           | Líder            |
| ---- | ----- | ------------------ | --------- | ------------------ | ---------------- |
| 2012 | 17    | Bagnères-de-Luchon | 1         | Alejandro Valverde | Bradley Wiggins  |
| 2017 | 12    | Pau                | 2         | Romain Bardet      | Fabio Aru        |
| 2022 | 17    | Saint-Gaudens      | 1         | Tadej Pogačar      | Jonas Vingegaard |
| 2025 | 13    | Loudenvielle       | 1         | Tadej Pogačar      | Tadej Pogačar    |